# Ordinary Angels
Ordinary Angels is een Amerikaanse dramafilm uit 2024 geregisseerd door Jon Gunn, met in de hoofdrollen Hilary Swank, Alan Ritchson, Nancy Travis en Tamala Jones. Het scenario is gebaseerd op waargebeurde feiten.

## Verhaal
Sharon Stevens is een drankverslaafde kapster in een stadje in Kentucky. Wanneer ze weduwnaar Ed Schmitt ontmoet, wiens dochter wacht op een levertransplantatie, vindt ze een nieuw doel in haar leven en verzet ze hemel en aarde om het gezin te helpen.

## Rolverdeling
| Acteur           | Personage   |
| ---------------- | ----------- |
| Hilary Swank     | Sharon      |
| Alan Ritchson    | Ed          |
| Emily Mitchell   | Michelle    |
| Skywalker Hughes | Ashley      |
| Nancy Travis     | Barbara     |
| Tamala Jones     | Rose        |
| Drew Powell      | Pastor Dave |
| Nancy Sorel      | Virginia    |
| Amy Acker        | Theresa     |

## Release en ontvangst
Ordinary Angels werd op 23 februari 2024 door Lionsgate in de Amerikaanse bioscopen uitgebracht en via video on demand op 26 maart 2024. De film kreeg overwegend positieve kritieken van de filmcritici, met een score van 84% op Rotten Tomatoes, gebaseerd op 102 beoordelingen.